# Holothrix arachnoidea
Holothrix arachnoidea är en orkidéart som först beskrevs av Achille Richard, och fick sitt nu gällande namn av Heinrich Gustav Reichenbach. Holothrix arachnoidea ingår i släktet Holothrix och familjen orkidéer. Inga underarter finns listade i Catalogue of Life.